# Timo Blomqvist
Timo Pauli Blomqvist, född 23 januari 1961 i Helsingfors, är en finländsk före detta ishockeyspelare.
Blomqvist blev olympisk silvermedaljör i ishockey vid vinterspelen 1988 i Calgary.